# Rémy Maertens
Raymond Rémy Maertens – belgijski przeciągacz liny, brązowy medalista igrzysk olimpijskich.
Maertens reprezentował Belgię na Letnich Igrzyskach Olimpijskich 1920 w Antwerpii. Był członkiem drużyny rywalizującej w przeciąganiu liny. Belgowie zostali pokonani w półfinale przez reprezentantów Wielkiej Brytanii, a w turnieju o srebrny medal zwyciężyli z drużyną Stanów Zjednoczonych i przegrali z reprezentacją Holandii. Ostatecznie przyznano im brązowy medal.